# Barbara Elizabeth Crawford
Barbara Elizabeth Crawford (...) è una medievista e archeologa britannica, specializzata soprattutto in storia scozzese e scandinava.

## Biografia
Nativa dello Yorkshire, ha compiuto i suoi studi presso l'Università di St. Andrews, dove ha poi insegnato. Suoi professori sono stati gli importanti storici britannici Lionel Butler, John Erickson e Terence Mitford, venendo influenzata soprattutto da quest'ultimo.
Le sue ricerche si concentrano sulla Scozia e sulla Scandinavia medievali, ed è stata la prima storica scozzese a esplorare i rapporti che intercorrevano tra le due regioni nel medioevo, conducendo ricerche segnatamente sulle isole Orcadi e Shetland. Dagli anni 1970 in poi ha condotto vari studi archeologici nelle isole esterne scozzesi, spesso autofinanziati. Dal 1971 al 2001 è stata professoressa di medievalistica all'Università di St. Andrews, andando in pensione quell'anno. Dopo il ritiro ha continuato a condurre ricerche in proprio soprattutto sulle influenze norrene in Scozia, contribuendo a fondare un centro di studi storici indipendenti e a costruire una statua del vescovo Henry Wardlaw, fondatore dell'ateneo di St. Andrews. Dal 1997 è membro dell'Accademia norvegese e dal 2001 è compagna della Royal Society di Edimburgo. Nel 2011 le è stato inoltre conferito l'Ordine dell'Impero Britannico per meriti accademici, col grado di Ufficiale.